# دي هافيلاند كومت
تعتبر طائرة دي هافيلاند كومت أول طائرة ركاب نفاثة تم إنتاجها. وقد تم تطويرها وإنتاجها من قبل شركة دي هافيلاند، وكانت أول تجربة طيران في عام 1949 وتعتبر المعلم الرئيسي لمشروع الطيران الجوي البريطاني. وبعد المقدمة الناجحة بدخولها خدمات الطيران التجاري، بدأت النماذج المبكرة لطائرة الكوميت تعاني من كارثة اجهاد المواد المصنعة لها، مسببة بسلسلة من الحوادث المشهورة.
وقد تم سحب طائرة الكومت مؤقتا وبدأ بإعادة تصميمها. فظهرت مجموعة كومت 4 التي أنتجت واستخدمت لأكثر من 30 عاما، وإن كانت المبيعات لم تتحسن تماما، ولكن طائرة النمرود التي تغطي الخدمات العسكرية لا تزال بالخدمة. تم إعادة بناء هياكل طائرات الأجيال الآولى واستحدث بها أجنحة ومحركات جديدة فخرجت منها طائرة النمرود MRA 4 والتي من المتوقع أن تظل بالخدمة في سلاح الجو الملكي حتى عام 2020، أي سبعين عاما من أول طيران فعلي لتلك الطائرة.

## التطوير
قامت لجنة برابازون خلال الحرب العالمية الثانية بدراسة احتياجات سوق الطيران المدني البريطاني لفترة ما بعد الحرب. وكان السير جيفري دي هافيلاند رئيس شركة دي هافيلاند أحد أعضاء اللجنة، وقد استخدم نفوذه وخبرات شركته مع الطائرات النفاثة بإضافة إشارة إلى الحاجة لطائرات بريد نفاثة عبر الإطلنطي. وقد وافقت اللجنة على الاقتراح، وأسمته النموذج الرابع (من خمس نماذج)، وأرست عقد الإنتاج إلى دي هافيلاند DH.106‏. وقد وجدت شركة الخطوط الجوية البريطانية لما وراء البحار (BOAC) أن مواصفات النموذج الرابع جذابة، فوافقت على شراء عشر طائرات في ديسمبر 1945.
بدأ العمل بالتصميم سنة 1946 بقيادة رونالد بيشوب، وهو الذي كان مسؤولا عن المقاتلة القاذفة دي هافيلاند موسكيتو. وتم الأخذ بالاعتبار إلى عدة ترتيبات مثل فوهة محركات مزدوجة، وجناح منزلق للخلف، وتصميم ذيل أبتر لها، ولكن بالنهاية تم الأخذ بالتصميم التقليدي وتم الإعلان باسمها الجديد كوميت في ديسمبر 1947. وكان المتوقع بأن أول شحنة لها سيكون في 1952.
كان أول طيران للنموذج الجديد كوميت DH.106 قد تم يوم 27 يوليو 1949، واستمرت لمدة 31 دقيقة. وكان طيار تلك الرحلة هو جون كونجهام أحد أشهر طياري المقاتلات الليلة خلال الحرب العالمية الثانية، وقد علق عليها الطيار بعدها: «أنا افترضت أنها سوف تغير عالم الطيران، وهذا ماحصل بالفعل. كانت تشبه الكونكورد». وتم عرض الطائرة للجمهور في معرض فارنبوروه للطيران سنة 1949 قبل البداية بمحاولات الطيران الفعلي. وبدأ النموذج الثاني أول طيران بعدها بسنة، وفي 2 أبريل 1951 تم تسليم أول طائرة إلى وحدة الكوميت لشركة BOAC في مطار بورنيموث، وقد نفذت 500 ساعة طيران لتدريب الطاقم واثبات الطريق.

## تصميم
تعتبر الكوميت طائرة معدنية بالكامل لها جناح أحادي ناتئ منخفض ذات أربع محركات نفاثة، وهي تقريبا بنفس طول البوينغ 737 ولكنها أقل ركاب مما يعطي راحة أكثر لهم. للنماذج الأولى من تلك الطائرة 11 صفا من الكراسي، ولكل صف 4 مقاعد، وذلك في التصميم الأول الذي استخدم لدى الفرنسية. واستخدمت BOAC ذات التصميم ولكن ل36 مقعدا. وبإمكان مطبخ الطائرة تقديم الماكولات الساخنة والباردة وكذلك المشروبات. وتوجد مرافق للرجال والنساء. تتميز مقصورة الركاب هنا بأنها اهدأ من طائرات ذات الدفع المروحي. ويوجد في قمرة القيادة أربعة أشخاص، اثنان منهم طيارون وواحد مهندس جوي والأخير هو ملاح.
أظهر تصميم تقليل احتكاك الهواء العديد من عناصر التصميم الفريدة والمبتكرة، مثل الحافة الأمامية المنزلقة (بالإنجليزية: swept leading edge) وخزانات وقود الأجنحة المتكاملة ووحدة العربة ذات أربع عجلات لعجلات الهبوط التي صممها دي هافيلاند. ففي حالات الطوارئ توجد قوارب نجاة مخزنة في الأجنحة بالقرب من المحركات وسترات النجاة محفوظة تحت كرسي الركاب.

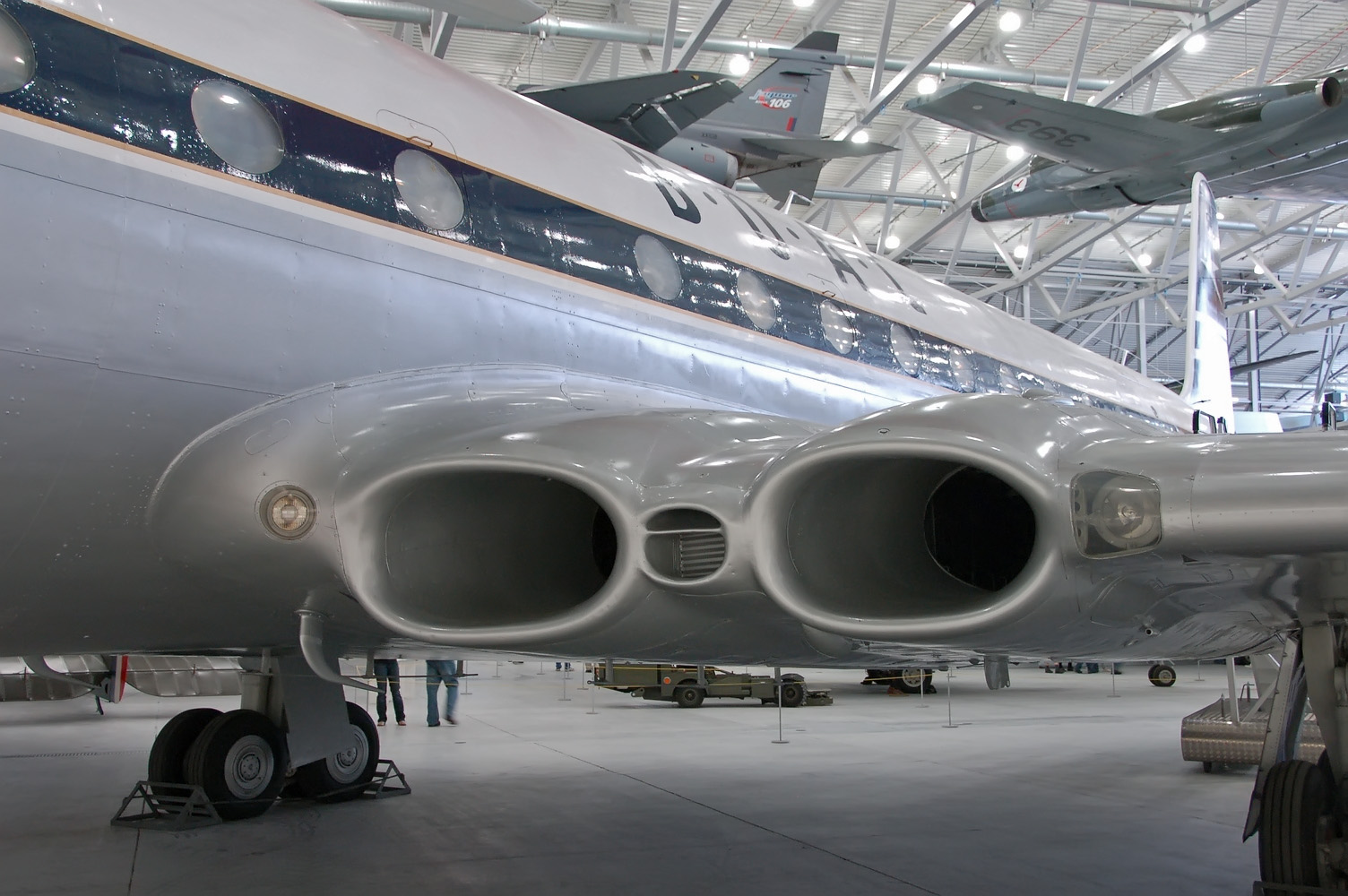
مدخل الهواء لمحرك طائرة كوميت 4 سي محفوظة في منطقة دكسفورد

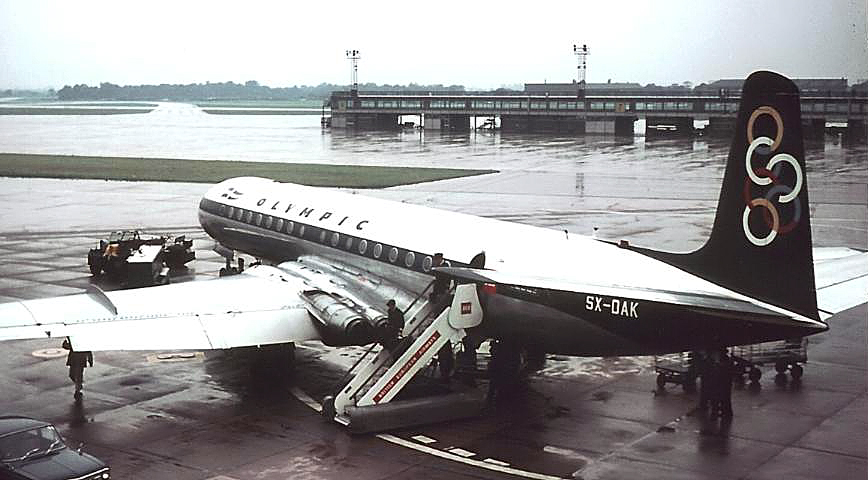
كوميت 4 بي التابعة لخطوط أولمبيك في مانشستر 1966، ويظهر فيها المحركات مخبأة داخل الجناح والنوافذ الدائرية المميزة لجميع الكوميت 4

يوجد داخل كل جناح للطائرة زوج من محركات de Havilland Ghost النفاثة من نوع 50 Mk1 وهي قريبة من جسم الطائرة. وقد اختار المصممون البريطانيون هذا التكوين لكي يتجنبوا الاحتكاك للمحركات المغلفة (بالإنجليزية: podded engines) وتقليص الموازن العمودي بحيث يقلل من خطورة الدفع غير المتوازن. إضافة إلى أن المحركات الموضوعة بأعلى الجناح تقلل من خطورة الامتصاص، وهو المشكلة الرئيسة في المحركات النفاثة. لكن تلك المنافع قد سويت وذلك بزيادة الوزن الهيكلي والتعقيد العام مثل تدريع لخلايا المحرك (في حالة انفجار المحرك)، وتصنيع أجنحة أكثر تعقيدا. وقد جلب هذا التنسيق خطورة الفشل الكارثي للجناح إذا وقع حريق في المحرك، كما نوهت البوينغ بأنه السبب الرئيسي لاختيار المحركات المغلفة في تصاميم سلسلة قاذفات القنابل والطائرات المدنية.
تم اعداد الكوميت بشكل أساسي ليكون لديها 2 من صواريخ دافعة تعمل بفوق أكسيد الهيدروجين للإقلاع تحت ظروف الحرارة أو مطارات مرتفعة مثل الخرطوم أو نيروبي. وقد عمل فحص لها خلال 30 تجربة طيران، لكن قوة المحرك تمكنها من الإقلاع دون الحاجة إليها. وقد كانت نسخة 4 من الكوميت ذات درجات عالية من فعالية الإقلاع في أماكن شديدة الارتفاع مثل مطار مكسيكو الدولي، حيث تم تركيب محركات أحدث، وهي من نوع Rolls-Royce AJ.65 Avon الأخف وزنا (مقارنة مع بوينغ 707 ودوغلاس دي سي-8)، وتصميمها الاستثنائي النظيف كل ذلك ساهم من رفع الأداء العالي. كانت نسخ الكوميت الأولى تحتاج من خمس إلى ست ساعات عمل صيانة لكل رحلة طيران، وهو أقل قليلا مما يتطلبه للطائرات ذات محركات دسر.
هيكل طائرة الكوميت كان من معدن خفيف ومتكون من مركبين معدنين حديثين (إدارة التطوير الفني 564/L.73 وDTD 746C/L90) وكليهما متصلان بمادة لاصقة وهي الريدوكس مع تثبيت بالبرشام مما يقلل الوزن مع تخفيف خطورة تشققات الإجهاد التي تخرج من المسامير. فعندما دخلت الكوميت في خدمة الخطوط عبر البحار يوم 2 مايو 1952، كانت الكوميت من أكثر الطائرات التي تعرضت للفحص بشكل كامل في تاريخ الطيران. فمثلا، استخدم خزان الماء لفحص تحمل المعدن للجهد في المقطع الأمامي للهيكل بأكمله وذلك بتكرار الضغط حتى 2.75 psi من الضغط الزائد (11‏ psi = ‏76‏ kPa) وتحرير الضغط خلال 16,000 دورة، وهي تعادل 40,000 ساعة طيران. وتعرضت النوافذ لفحص الضغط يساوي 12 psi‏ (83 kPa)‏ أي 4.75 psi فوق السقف العادي في ارتفاع 36,000 قدم (11,000 م)‏. واستطاعت نافذة واحد تحمل قوة 100 psi‏ (690 kPa) أي حوالي 1,250% من أقصى ضغط يمكن مواجهته خلال الطيران.

## تاريخ عمليات التشغيل
طارت أول طائرة
كوميت في يناير 1951 كان رقم تسجيلها هو (G-ALYP)، أما أول كوميت نالت شهادة صلاحية طيران فكانت G-ALYS وكان ذلك يوم 22 يناير 1952. وفي يوم 2 مايو اقلعت الكوميت المرقمة G-ALYP في أول رحلة حول العالم كطائرة تجارية نفاثة وتحمل على متنها ركاب، وبدأت جدول رحلاتها إلى جوهانسبورغ. أما آخر طائرة من النسخة الأولى فكانت (G-ALYZ) حيث بدأت رحلتها في سبتمبر 1952 وهي طائرة شحن على خطوط أمريكا الجنوبية وبنفس جدول رحلات الركاب.
نالت الكوميت نجاحا كما كان متوقعا منها مع الركاب ومن الناحية التجارية. فكانت الملكة إليزابيث الأم من أوائل الركاب على متنها، فقد طارت عليها في رحلة خاصة، مما جعلها أول عضو من العائلة البريطانية المالكة تسافر بطائرة نفاثة. ومن مميزات الكومت أنها تطير أسرع ب 50% من الطائرات ذات محركات البستون المتطورة مثل DC-6‏ (490 ميل بالساعة للكوميت بينما الدي سي-6B فسرعتها 315 ميل بالساعة) وكذلك كان معدل الارتفاع أعلى من نظيراته، فقد قلل وقت الرحلة إلى النصف. كما أن تأثير المحرك أنعم أو بسيط نسبيا، وكفاءة الوقود فوق 30,000 قدم (9,100 م)، وتكلفة الصيانة أقل، وهي أقل اهتزازا، تمكنت من التشغيل والعمل بدون منافسة. واستطاعت جميع طائرات الكوميت ال50 أن تحمل 30,000 راكب خلال السنة الأولى من الخدمة.
قد كان لإسطول الكوميت 1 التابع لل BOAC أربع جداول رحلات طيران اسبوعيا كالتالي:
1. ‏22.00 الأحد لندن - سنغافورة (06.30 الثلاثاء)/12.30 الثلاثاء سنغافورة - لندن (11.40 الأربعاء)/14.00 الأربعاء لندن - كولومبو (14.45 الخميس)/13.30 الجمعة كولومبو - لندن (08.00 السبت). ويبلغ دخلها الإسبوعي بالحجز الكامل 29,664£.
2. ‏18.00 الجمعة لندن - طوكيو (13.30 الإثنين)/22.30 الثلاثاء طوكيو - لندن (07.40 الخميس)، ويبلغ دخلها الإسبوعي بالحجز الكامل 20,592£.
3. ‏16.00 الأحد لندن - جوهانسبرغ (14.40 الإثنين)/10.00 الثلاثاء جوهانسبرغ - لندن (07.05 الأربعاء)/16.00 الأربعاء لندن - جوهانسبرغ (14.40 الخميس)/10.00 الجمعة جوهانسبرغ - لندن (07.05 السبت)، ويبلغ دخلها الإسبوعي بالحجز الكامل 26,640£.
4. ‏16.00 الثلاثاء لندن - جوهانسبرغ (14.40 الأربعاء)/10.00 الخميس جوهانسبرغ - لندن (07.05 الجمعة)/16.00 الجمعة لندن - جوهانسبرغ (14.40 السبت)/10.00 الأحد جوهانسبرغ - لندن (07.05 الإثنين)، ويبلغ دخلها الإسبوعي بالحجز الكامل 26,640£.

ويبلغ إجمالي الدخل لتلك الجداول في الأسبوع: 103536£ / وفي السنة: 5,383,872£.

### بداية الحوادث

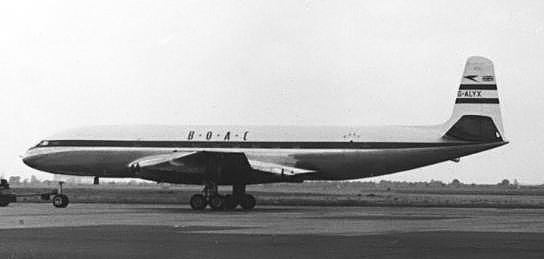
كوميت نوع DH.106 التابعة ل 1 BOAC في مطار هيثرو في 2 يونيو 1953

في يوم 26 أكتوبر 1952 أقلعت طائرة عبر البحار البريطانية من مطار سيامبينو بالقرب من روما ولكنها لم تتمكن الارتفاع في الجو فاصطدمت بأرض وعرة في نهاية المدرج. وقد جرح راكبين فقط جراء الحادث، وإن كانت الطائرة قد اتلفت بالكامل. وفي شهر مارس من السنة التالية، وفي خلال إرسال طائرة جديدة من نوع كوميت 1A‏ (CF-CUN) تابعة خطوط الباسيفيك الكندية إلى أستراليا، أيضا لم تتمكن الطائرة من الارتفاع في الجو بعيد اقلاعها من كراتشي باكستان. فسقطت الطائرة في قناة تصريف للمياه الجافة واصطدمت بالسد، مما أسفر عن مقتل جميع الركاب الستة وافراد الطاقم الخمسة الموجودين على متن الطائرة، وهو أول حادث تحطم جسيم لطائرة نفاثة مدنية.
ونسب كلا الحادثين بشكل أساسي إلى خطأ الطيار: أدى تجاوز الدوران إلى فقدان الرفع من الحافة الأمامية لجناح الطائرة. لكن تبين فيما بعد أن ضعف انسيابية الجناح أدى إلى الضعف في رفع الطائرة عند زاوية المواجهة العالية، فعانت فتحات المحرك أيضا من عدم وجود ضغط كاف يساعد على هذه الظروف. فتمت إعادة انسيابية الجناح وحافتها الأمامية وذلك بوضع حماية الجناح للتحكم في تدفق الهواء الطولي. وتم عمل رواية لهذا التحقيق في مشاكل الإقلاع وذلك من خلال الرواية مخروط الصمت (بالإنجليزية: Cone of Silence) لديفيد بيتي سنة 1959، ثم عمل له فيلم بنفس الاسم 1960.

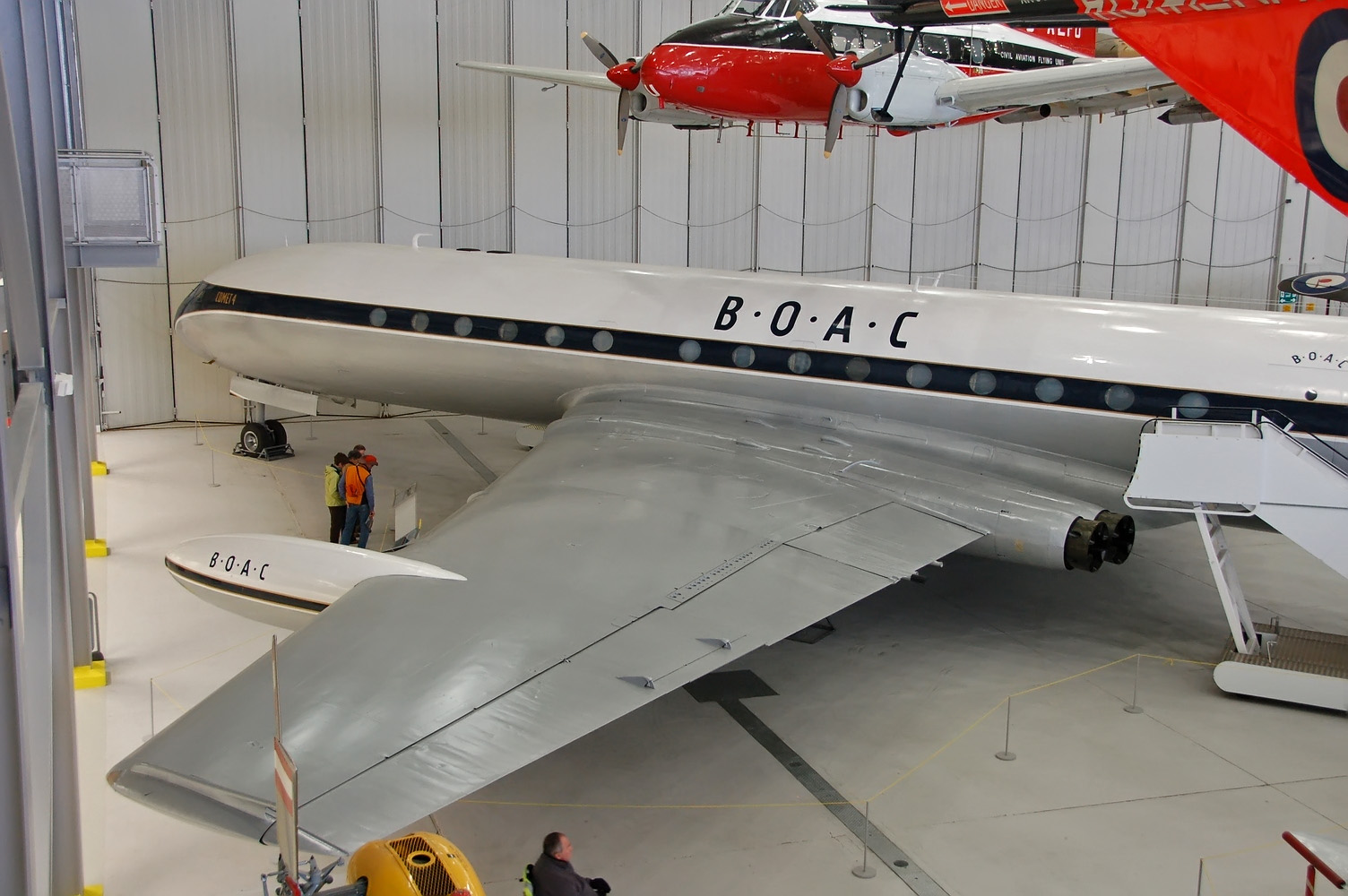
طلاء كوميت 4C في مخزن شركة BOAC

أما الحادث المأساوي الآخر الذي تسبب بوقوع ضحايا من الركاب فكان يوم 2 مايو 1953، عندما تحطمت طائرة كومت 1 تابعة لطيران عبر البحار بسبب عاصفة استوائية شديدة بعيد اقلاعها بست دقائق من مطار دم دم/كالكوتا بالهند، مما تسبب بمقتل جميع من كان على متنها وعددهم 43. وقد نسب سبب الحادث إلى فشل بنيوي لهيكل الطائرة. حيث بدأ الانشطار من ذيل الطائرة وقد تكون تفاقمت بسبب الإفراط في المناورة بالطاقة القصوى لأنظمة تحكم الطيران. وقد تعرضت نسختا الكومت 1 و1A إلى الانتقاد بسبب نقص في الشعور بأدوات التحكم. وإن اعتبر الطيار الفاحص لتلك الطائرات: «بأنها حلقت بشكل سلس للغاية واستجابت للتحكم في أفضل طريقة تفعلها طائرة دي هافيلاند».

### كوارث الكومت في 1954
كان مطار روما موقعا لأول خسارة طائرة كومت وموطنا لأكثر حوادث الكومت جسامة خلال تلك السنة. ففي 10 يناير 1954 اقلعت طائرة الكوميت رحلة 781 وسجلها G-ALYP من مطار جيامبينو في روما ولكنها تحطمت بعد 20 دقيقة من طيرانها وارتطمت بمياه المتوسط بالقرب من جزيرة إلبا الإيطالية، ومات جميع الركاب وعددهم 35. ولم يكن هناك سبب واضح للحادث، لذا فقد تم منع إسطول الكومت من الطيران ريثما يستجلي للجنة أبيل تحديد الأسباب المحتملة لتحطم الطائرة. وقد ركزت تلك اللجنة على إحدى المشاكل المحتملة: السيطرة على الرفرفة (وهو السبب الذي أدى فقدان طائرات de Havilland DH 108)، أو فشل بنيوي في الأحمال العالية أو إجهاد المعادن في بنية الجناح، أو فشل في قدرة توجيه الطيران، أو فشل في إحدى وحدات النوافذ التي تؤدي إلى انفجار في ضغط الطائرة، أو حريق أو مشاكل أخرى في المحركات. وقد استنتجت اللجنة بأن الأقرب إلى سبب الحادث هو الحريق، وقد يكون عدد التعديلات التي خضعت لها الطائرة لحماية المحركات والأجنحة هي من الأسباب التي تؤدي إلى حريق آخر.
وخلال هذا التحقيق، كانت البحرية الملكية قد أجرت عمليات استرداد الحطام، وقد استخدمت في ذلك -ولأول مرة- كاميرات تلفزيون تحت سطح الماء. وبدأ العثور على حطام الطائرة في 12 يناير واستمرت أعمال البحث حتى أغسطس، حيث تمكنوا من استرجاع 70% من الهيكل، و80% من المحركات، و50% من الأجهزة والمعدات. وكانت محاولة إعادة التشكيل القضائي تكونت بعدما أفادت اللجنة آبيل النتائج التي توصلوا إليها. في 4 أبريل كتب اللورد برابازون إلى وزير النقل: «على الرغم من عدم ثبوت سبب محدد لهذا الحادث ولكن يجري تعديلات الشاملة لتغطية كل الاحتمالات التي يمكن تصورها باعتبارها السبب المحتمل للكارثة، وعندما تستكمل تلك التعديلات ثم يجرى فحص طيران ناجح، فإن المجلس يرى أن يتم استئناف خدمات نقل الركاب». فاستؤنفت الرحلات الجوية على تلك الطائرة في 23 مارس 1954.
ولكن وفي يوم 8 أبريل وبعد اقلاع الطائرة كومت G-ALYY واسمها ("Yoke Yoke") وهي مستأجرة إلى خطوط جنوب إفريقيا الجوية في الرحلة 201 من روما إلى القاهرة (خلال رحلة طويلة من لندن وحتى جوهانسبرغ)، سقطت تلك الطائرة في المياه بالقرب من نابولي. فتم في نفس الوقت منع إسطول الكومت من الطيران مرة أخرى وشكلت لجنة تحقيق ضخمة بتوجيه من المؤسسة الملكية للطائرات. وأمر ونستون تشرشل البحرية الملكية بالمساعدة في تحديد مكان حطام الطائرة واستعادته بحيث يمكن معرفة أسباب الحادث.
عرض المهندسون هيكل طائرة مماثل G-ALYU ‏("Yoke Uncle") لضغط عال بشكل متواصل، وبعد 3,057 رحلة طيران (1,221 فعلية و1,836 تشبيهي)، بدأ الإجهاد المعدني يظهر على طائرة "Yoke Uncle" قرب فتحة الطوارئ الأمامية جهة اليسار. فبدأ المحققون بالاعتقاد أن إجهاد البدن هو أقرب الاحتمالات لأسباب سقوط كلا الطائرتين وبدأوا بزيادة البحث عن أي إجهادات مريعة على قشرة الهيكل. فوجدوا آثار إجهاد حول زوايا نوافذ أكثر مما هو متوقع، "قد يكون الضغط تعدى 40,000 psi‏ [276 ‏MPa]" ووجدوا أن إجهاد البدن كان أكثر مما توقعوا في السابق أو حتى التي تم اختبارها. عزي ذلك إلى تركيز الإجهاد، نتيجة لهيئة النوافذ المربعة.
ومما فاقم المشكلة سوءا هو تقنية استعمال تخريمة البرشام. وقد تم تصميم النوافذ بحيث تلزق ثم تثبت بالبرشام، ولكنها ثبتت بالبرشام فقط. وخلافا لطريقة الحفر للبرشام، فإن عيب الفتحة الناشئة من تخريم البرشام قد يسبب في بداية ظهور تشققات الإجهاد حول البرشام.
وخلص مسؤول التحقيق إلى أن: "في ضوء الخصائص المعروفة عن سبائك الألومنيوم D.T.D.‏ 546 أو 746 التي صنعت منها القشرة ووفقا لنصيحة تلقيتها من المساعدون، فأنا أقبل استنتاج المؤسسة الملكية للطائرات وبأنه تفسير كاف لعجز قشرة الطائرة Yoke Uncle عند إجهادها بعدد قليل من 3,060 دورة ضغط".
عند وقوع حادث جزيرة إلبا، كانت طائرة G-ALYP قد عملت 1290 رحلة طيران مضغوطة، وطائرة G-ALYY قد عملت 900 رحلة طيران مضغوطة. وقال ولكر: إنه لم يفاجأ بهذا، لأن الفرق كان على تقريبا 3 إلى 1 وحسب المعطيات المقترحة من التجارب السابقة مع إجهاد المعدن كانت بشكل عام هو 9 إلى 1 في نتيجة الإخفاق بين التجربة والنتائج الميدانية. ومن ثم إذا كانت نتيجة اختبار حوض الطائرة هي «نموذجية»، فإن إخفاق الطائرة المتوقع يكون في أي وقت بين الدورات 1000 إلى 9000. وحتى حلول ذلك الوقت فإن المؤسسة الملكية للطيران قد أعادت بناء ⅔ من طائرة G-ALYP في فارنبورو، وقد وجد الصدع الناتج من الإجهاد ينمو من فتحة البرشام عند نافذة الألياف الزجاجية الأمامية ذات الضغط المنخفض حول هوائي الباحث عن اتجاه الصوت والذي تسبب في انهيار كارثي للطائرة في الارتفاعات العالية.
النوافذ المربعة التي كانت في الكوميت 1 أعيد تصميمها كي تصبح بيضاوية في الكوميت 2، التي أقلعت لأول مرة سنة 1953. وكذلك زادت سماكة قشرتها قليلا. أما طائرات الكوميت 1 و1A فبعضها قد أعيد تطويرها بوضع نوافذ بيضاوية مضاعفة لتمنع الشقوق (سميكة من الناحية الهيكلية وذلك بوضع حلقة من المواد تمنع من زيادة التشقق)، والبقية قد أنهيت كخردة، وكذلك تأجل برنامج لإنتاج كوميت2 ذات محركات أكثر قوة. جميع طائرات الكوميت 2 قد تم تطويرها لتخفيف مشاكل إجهاد الهيكل وخدمت معظم تلك الطائرات في سلاح الجو الملكي تحت اسم كوميت C2. ولم تستعيد تلك الطائرات خدماتها في الطيران التجاري حتى عام 1958، عندما أدخل الصنف الرابع من الكوميت المحسن وهو كوميت4 وأصبحت أول طائرة نفاثة دخلت خدمات عبر الأطلسي التجارية. كما أن قسم المقدمة للكوميت قد استخدم في الكارافيل. وكما هو العرف في هندسة الطيران، فإن شركات تصنيع الطيران تستفيد من تجارب الشركات الأخرى التي سبقتها كما هي الفائدة من تجربة كوميت المريرة. ووفقا لجون كانينغهام، وممثلين عن الشركات الأميركية مثل شركة بوينغ ودوغلاس «اعترفوا بأنه إذا لم تحدث تلك المشاكل عندنا، لحدث ما حدث عند غيرنا».

## فقدان ميزة التنافس
سحبت جميع طائرات الكوميت من الخدمة التجارية بعد مشاكلها الهيكلية، وأعلنت دي هافيلاند أن جهدها الرئيسي هو بناء نسخة جديدة ستكون أكبر وأقوى من ذي قبل. وكانت الكوميت 4 التي أعادت دي هافيلاند إلى الأجواء سنة 1958. لكن عند حلول ذلك الوقت كانت شركتا البوينغ ودوغلاس قد أهلتا كلا من طائرتيهما النفاثتين بوينغ 707 ودي سي 8، وكليهما كان أسرع وأقل تكلفة في التشغيل. فتوقف الطلب على الكوميت، وآخر تسليم كان في سنة 1964.

## الأنواع

### كومت 1
كان الكومت 1 ذو النوافذ المربعة هو أول نموذج تم تصنيعه. ثم أتى النموذج المحدث كومت 1A الذي عرض في أعقاب كوارث 1954، وقد طور البعض منها كما في نموذج 1XB وذلك بتقوية بدنها وتعديل نوافذها إلى الشكل البيضاوي.

### كومت 2

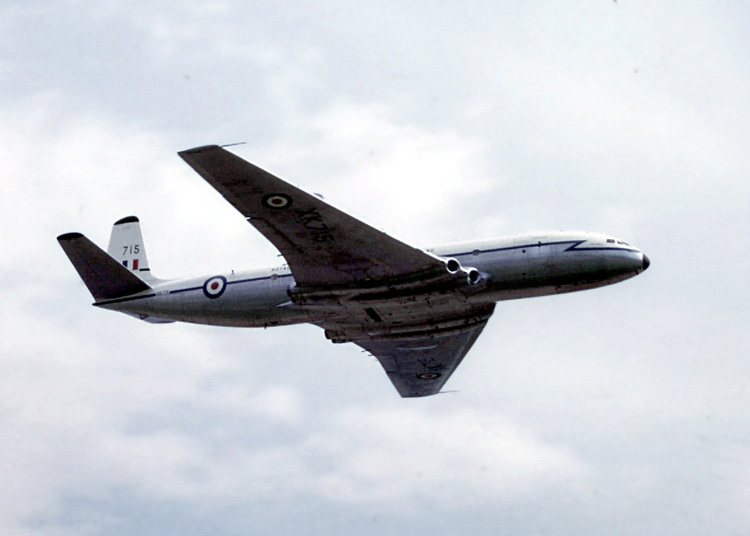
كومت C 2 XK715 لأحد أسراب الطيران الملكي في فلتون بريستول سنة 1964

للكومت 2 جناح أطول قليلا، وهي تتسع لكمية وقود أكثر ولديها محركات رولز رويس أقوى، وجميع تلك التحسينات قد حسنت من أداء الطائرة وأعطت مدى أطول. وأعيد بناء تلك النماذج بقشرة قياسية أثقل وفتحات دائرية بعيد كوارث الكومت 1. فقد طلبت BOAC‏ 12 طائرة كومت 2 ذات سعة كراسي 44 لخط جنوب المحيط الأطلسي. فأقلعت أول طائرة لهذا النموذج بتاريخ 27 أغسطس 1953. بالرغم من كفاءتها بالعمل في خط جنوب الأطلسي إلا أن مدى شمال الأطلسي لم يكن ملائما لها للعمل فيه. وقد خصص أربع من كومت 2 للعمل في سلاح الجو الملكي. وثمانية من C2 أصبحت للنقل واثنان من كومت T2 أرسلت لسلاح الطيران الملكي سنة 1955 للعمل في مجال التدريب.
- كومت 2X: كانت طائرة واحدة بمحرك نفاث رولز رولز رويس أفون 502 واستخدمت كطائرة تطوير للكومت 2.
- كومت 2E: اثنان منها جهزت بمحرك أفون 504 بفتحات داخل الجناح وأفون 524 خارجية الفتحات. واستخدمت BOAC تلك الطائرة كإثبات طيران خلال المدة من 57-58.

### كومت 3
كانت طائرة الكومت 3 أطول من الكومت 2 ولها سعة أكبر ومدى أكثر، وقد حلقت لأول مرة بتاريخ 19 يوليو 1954. وقد ظهرت بمعرض فارنبورو في سبتمبر. لكن وبعد الحوادث المتكررة فقد انخفضت الطلبات ولم يصنع منها سوى اثنان فقط وكانت G-ANLO هي الوحيدة التي طارت وشاركت بجولة ترويجية ماراثونية حول العالم بقيادة جون كاننغهام في ديسمبر 1955. وقد عمل لها تعديل وذلك بتقليص باع الأجنحة، وعرضت بفارنبورو في سبتمبر 1958. أما الطائرة الأخرى فقد استخدمت للاختبارات الهيكلية والتقنية وذلك خلال تطوير الكومت 4 ذات الحجم المماثل. وكان هناك تسعة من الهياكل لم تكتمل وقد تخلوا عن اتمام بنائها في هاتفيلد.

### كومت 4

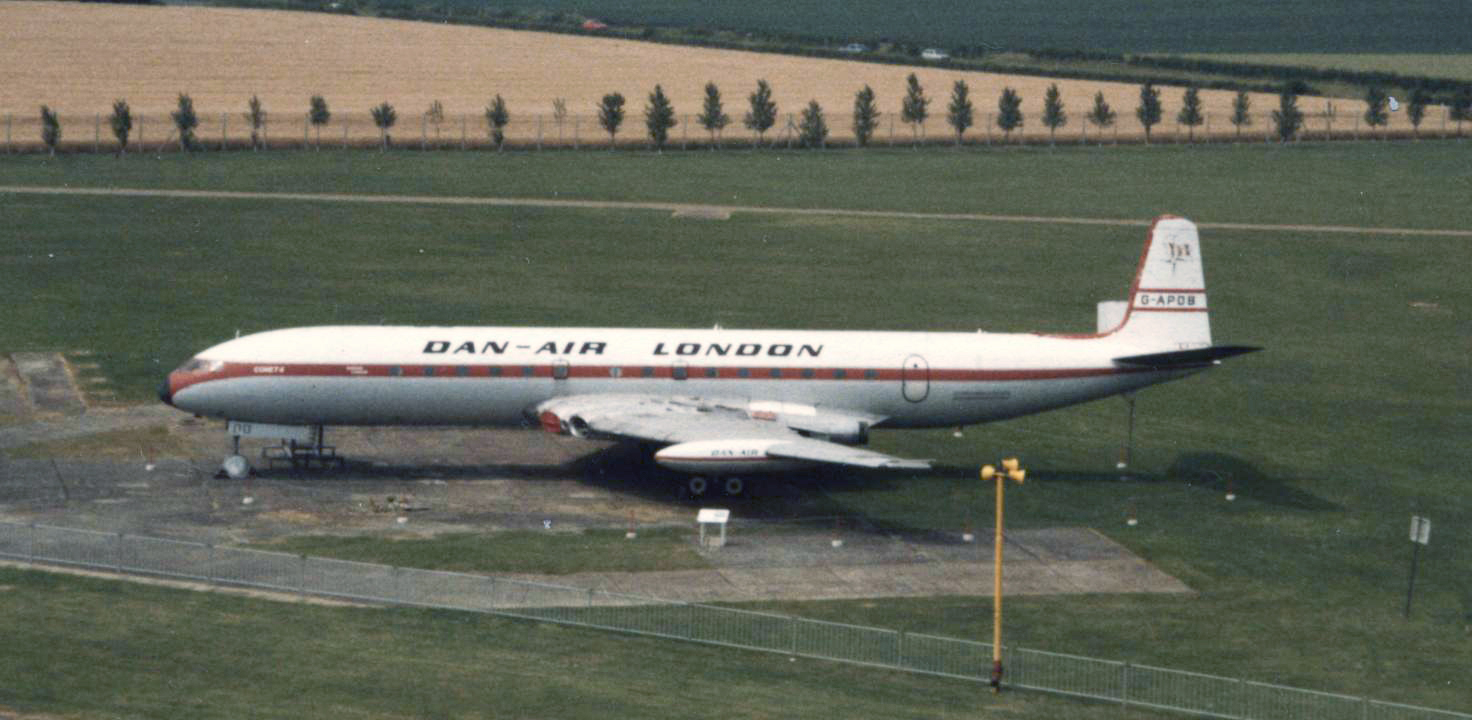
كومت 4 التابعة لشركة دان اير لندن محفوظة في دكسفورد، يوليو 1985

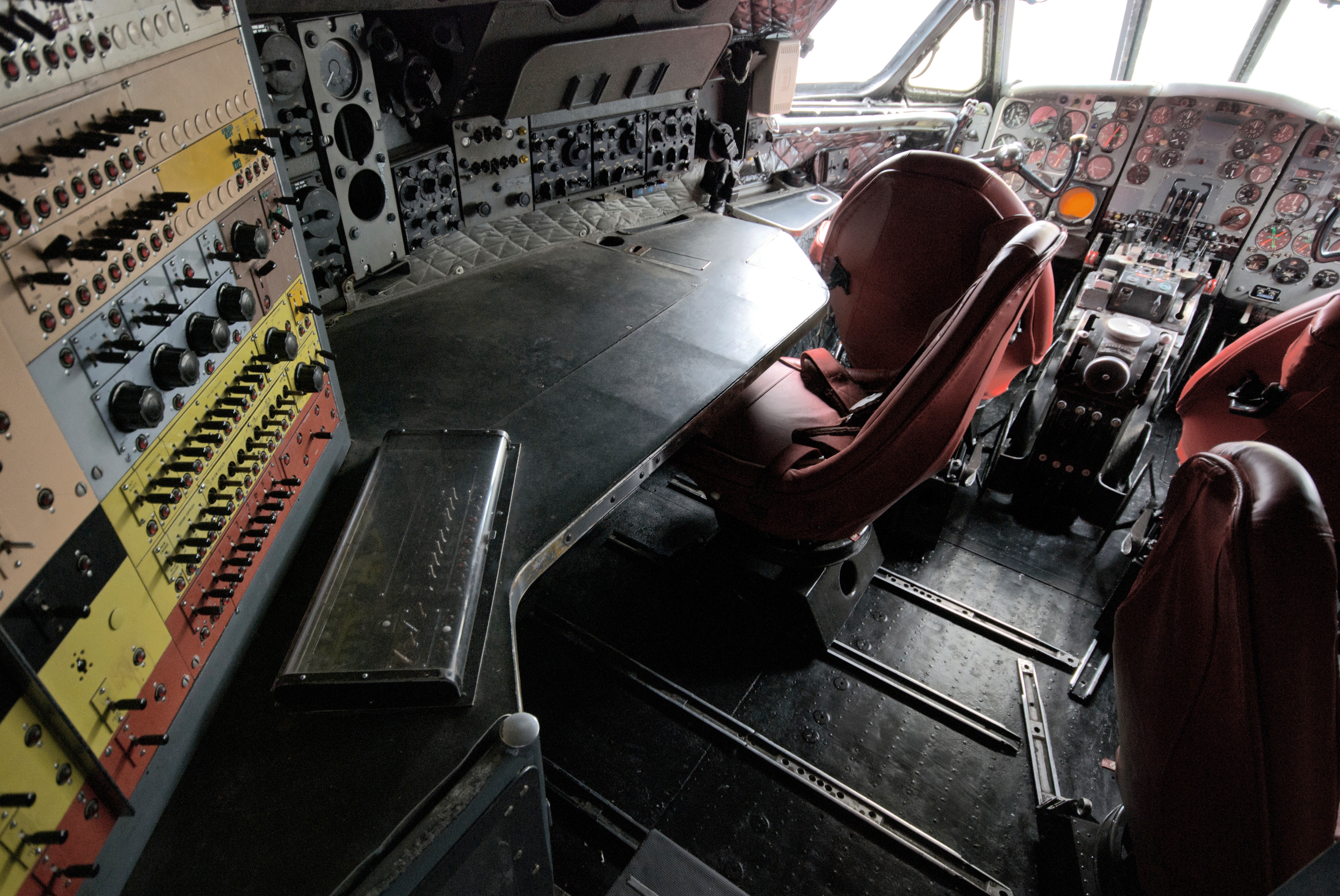
كابينة الطاقم الطائر لطائرة كومت 4

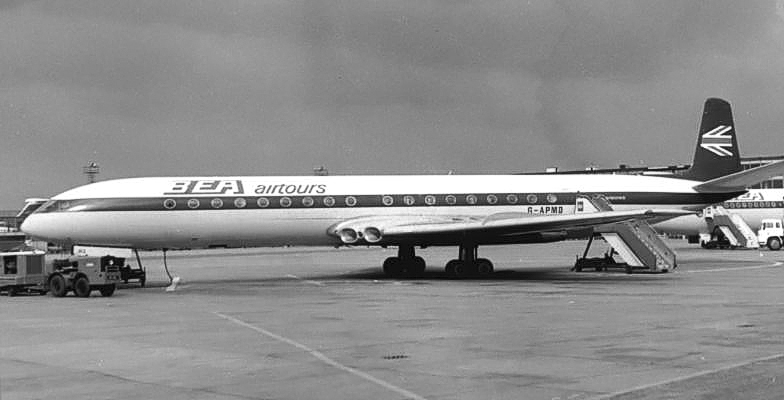
كومت 4B التابعة لشركة برتيش أيرتورز في مطار مانشستر يوليو 1970

واجهت كومت 4 العديد من التحسينات عن الكومت 3 وذلك بزيادة سعة الوقود. وقد ساعد هذا التطوير على زيادة المدى عن باقي الكومت الأقدم، وقد ازداد طولها بمقدار 18 قدم 6 انش (5.64 متر) وأصبح عدد الركاب ما بين 74-81 مقارنة مع كومت 1 حيث الركاب 36-44، ولها مدى أطول، وارتفاع طيران أعلى، والوزن الأقصى عند الاقلاع أكثر من سابقاته، وكل تلك التحسينات كانت بسبب مضاعفة قوة دفع محركاتها.
في مارس 1955 طلبت شركة الخطوط الجوية البريطانية لما وراء البحار 19 طائرة كومت-4، وطارت أول طائرة من تلك المجموعة كتجربة بتاريخ 27 أبريل 1958، ثم بدأ تسليم تلك الطائرات تباعا ابتداء من 30 سبتمبر 1958. وبدأ نقل المسافرين عبر الأطلنطي لأول مرة بالتاريخ عبر طائرات نفاثة من لندن إلى نيويورك بتاريخ 4 أكتوبر 1958 مع توقف في مطار غاندير. وقد تبعتها شركة بان أم برحلة افتتاحية لطائرة 707 بعدها بثلاث أسابيع.
استقبل الركاب وطواقم الطيران تلك الطائرات بحفاوة ولكن لم تكن نفس الحفاوة بالنسبة لناقلي الأمتعة، وذلك لأن أبواب العفش تكون تحت الطائرة مباشرة، لذا فنقل كل قطعة متاع أو حقيبة من عربة نقل البضائع يكون إلى الأعلى ومن خلال فتحة صغيرة ثم تكدس بالداخل، لذلك فهناك جهد وبطئ لإخراج تلك الحقائب عند الوصول. وتقدمت طيران كابيتال الأمريكية في يوليو 1956 بطلب أربع طائرات كوميت-4 و4A. تصميم 4A كان للعمليات ذات المدى القصير بحيث يكون بدن الطائرة أطول وأجنحة أقصر (تفتقر إلى خزان الوقود في المسنن الموجود بالجناح الخارجي لكومت 4)، وقد الغيت تلك الطلبية ولكن الطائرة بالمقابل اخذتها شركة الخطوط البريطانية الأوربية (BEA) بنسخة كوميت 4B ببدن أطول من سابقته ب 38انش (97 سم) ومقاعد ل99 راكب. وطارت الكومت 4B كطيران أول بتاريخ 27 يونيو 1959، ثم بدأت الخطوط البريطانية الأوربية بتشغيلها على خط لندن هيثرو تل أبيب بتاريخ 1 أبريل 1960.
آخر نوع من الكومت-4 كان Comet 4C حيث لم يتغير بدن الطائرة عما هو في Comet 4B وإن قرن بأجنحة أطول وخزانات وقود إضافية عن الكومت 4 الأصلية، مما أعطاها مدى أطول من 4B. وحلقت أول طائرة كومت 4C في 31 أكتوبر 1959، وبدأت الخطوط المكسيكية بإدراجها في جدول الرحلات في 1960. أما البدنين المتبقيين من الكومت 4C فقد استخدمتا لبناء نماذج من الطائرة الدورية النمرود.

### تصميم كومت 5
تحسن تصميم طائرة الكومت 5 المقترحة كثيرا عن أخواتها السابقات بحيث صار البدن أوسع ويمكن وضع خمس كراسي جنبا إلى جنب، وجناح مائل أكثر وبمحركات رولز رويس كونواي «Rolls-Royce Conway». ولكن لم تبن أي طائرة من تلك بسبب عدم دعم وزارة النقل، وإن دعمت الوزارة خطوط عبر البحار في طلبها لطائرات بوينغ 707 بمحركها كونواي.

### هاوكر سيدلي نمرود
عدل في آخر هيكلين للكومت 4 ليكونا نموذج أساسي متوافق مع المتطلبات البريطانية في صنع طائرة دورية للملاحة لخدمة سلاح الجو الملكي تحت مسمى HS.801. وقد سميت لاحقا باسم هوكر سايدلي نمرود وقد بنيت في مصنع هوكر سايدلي في مطار وودفورد، ودخلت الخدمة في سنة 1969، صنع منها خمس نسخ، لا يزال اثنان منها في الخدمة، أما النسخة المتطورة جدا وهي من نوع «Nimrod MRA 4» فمن المفروض ان تدخل الخدمة أواخر سنة 2010، لكن تأخر دخولها الخدمة حتى خريف 2012.

## ملخص الإنتاج والخدمات
بنيت طائرات الكومت في مصنعين فقط وهما: مطار هاتفيلد وهاواردين. ومجموع إجمالي الطائرات اللائي طرن هم: 12 كوميت-1 و10 كومت-1A و15 كومت-2 وواحد كومت-3 و74 كومت-4 واثنان HS.801.
سقطت 13 طائرة جراء حوادث طيران مأساوية، واعتبر خمس منها انه ناتج من مشاكل في التصميم أو إجهاد الطائرة. آخر حادث مأساوي لطائرة الكومت كان في طرابلس في ليبيا بتاريخ 2 يناير 1971 وكان سببه خطأ بشري وهو الطيار.
سحبت خطوط عبر البحار جميع طائرات كومت-4 ال74 من الخدمة التي عملت من الفترة 1958 وحتى 1964 وذلك سنة 1965. وإن واصلت شركات أخرى استخدام الكومت في النقل التجاري للركاب حتى 1981.

## انظر ايضًا
- سود أفياسيون كارافيل
- بوينغ 707
- توبوليف تو-104